# La Grosse Tête
Pour les articles homonymes, voir Sono stato io!.
Pour plus de détails, voir Fiche technique et Distribution.
La Grosse Tête (Sono stato io!) est un film italien réalisé par Alberto Lattuada sorti en 1973.

## Fiche technique
- Titre : La Grosse Tête
- Titre original : Sono stato io!
- Réalisation : Alberto Lattuada
- Scénario : Alberto Lattuada, Ruggero Maccari et Luigi Malerba
- Musique : Armando Trovajoli
- Photographie : Alfio Contini
- Montage : Sergio Montanari
- Production : Pio Angeletti et Adriano De Micheli
- Société de production : Dean Film
- Genre : Comédie noire
- Pays :  Italie
- Durée : 108 minutes
- Dates de sortie :
  - Italie : 15 mars 1973
  - France : 20 décembre 1973

## Distribution
- Giancarlo Giannini : Biagio Solise
- Silvia Monti : Jacqueline
- Hiram Keller : Enfant
- Patricia Chiti : Gloria Strozzi
- Orazio Orlando
- Barbara Herrera
- Nino Pavese
- Giuseppe Maffioli
- Georges Wilson
- Federica Galleani
- Valentine
- Ricciardetto Desimone
- Elio Crovetto
- Nico Pepe
- Pippo Starnazza